# Jafet Soto
Jaffet Soto (San José, 12 de janeiro de 1968) é um treinador ex-futebolista costarriquenho que atuava como meia.

## Carreira
Jaffet Soto integrou a Seleção Costa-Riquenha de Futebol na Copa América de 1997.